# الانتخابات النيابية التكميلية البحرينية 2011
عقدت الانتخابات النيابية التكميلية 2011 في البحرين يوم 24 سبتمبر 2011 بعد انسحاب من 18 عضوا من أعضاء أكبر جمعية سياسية في مجلس النواب جمعية الوفاق الوطني الإسلامية احتجاجا على الإجراءات الحكومية خلال الاحتجاجات البحرينية. أغلقت قوات الأمن دوار اللؤلؤة وهاجمت المحتجين في قرية السنابس. عقدت الجولة الثانية من الانتخابات في 1 أكتوبر 2011.

## الخلفية
مجلس النواب المنتخب لديه السلطة لتمرير التشريع المقترح من قبل الملك أو الحكومة كما مراقبة أداء الحكومة. ولمجلس الشورى غير منتخب القوة لمنع تشريعات مجلس النواب. عائلة آل خليفة التي تمثل الأقلية السنية تحكم البلاد ذات الأغلبية الشيعية منذ 1783. بدأت الاحتجاجات البحرينية بضخامة في أوائل عام 2011 باحتلال دوار اللؤلؤة مما أدى بقوات الأمن إلى اعتقال العديد من المتظاهرين وتدمير دوار اللؤلؤة ودخول قوات درع الجزيرة إلى البحرين. استقال جميع نواب الوفاق الثمانية عشر أكبر جمعية سياسية في مجلس النواب احتجاجا على إجراءات الحكومة.

## الاعتقالات والاحتجاجات والردود
في يوم الجمعة 23 سبتمبر ألقي القبض على عشرات الأشخاص وتعرض بعضهم للضرب المبرح. ذكرت نبيل رجب من مركز البحرين لحقوق الإنسان أن 38 امرأة اعتقلن لفترة 45 يوما.
في يوم الانتخابات 24 سبتمبر تجمع مئات الآلاف من المتظاهرين في قرية السنابس بقصد السير إلى دوار اللؤلؤة الذي كان محتلا من قبل المتظاهرين خلال الاحتجاجات البحرينية وتم تدمير النصب من قبل السلطات. قوات الأمن استخدمت الغاز المسيل للدموع وقنابل الصوت والرصاص المطاطي ضد المتظاهرين.
كتب على الجدران بالقرب من مركز التصويت «يسقط حمد» و«الشعب يريد اسقاط النظام».

## معدل المشاركة في الانتخابات
كانت نسبة المشاركة 17.4٪ في الدوائر الشيعية بسبب مقاطعة الوفاق وبقية جمعيات المعارضة. ولكن الحكومة أعلنت أن نسبة المشاركة بلغت 51% وذلك بحساب المشاركة في جميع الدوائر الانتخابية الأربعين بما في ذلك الدوائر التي لم تخضع للانتخابات التكميلية في عام 2011. وبالنسبة للدوائر الاثنين والعشرين فقد تم تزكية نوابها الذين نجحوا انتخابات عام 2010 حيث اعتمدت نسبة مشاركة تبلغ 100% في هذه الدوائر.

## النتائج
اعتبر المرشحين المستقلين بشكل غير رسمي موالين لعائلة آل خليفة الحاكمة لأنهم لم يصغوا إلى مقاطعة المعارضة للانتخابات. كانت هناك ثلاث نساء من بين الفائزين الجدد.
فاز أربع مرشحين بالتزكية وفاز خمسة مرشحين بعد التصويت في الجولة الأولى من الانتخابات في حين احتاج باقي المرشحين التسعة إلى جولة ثانية من الانتخابات لتحديد الفائز.

## نتائج الانتخابات النيابية

### محافظة العاصمة
| الاسم         | عدد الأصوات الجولة الأولى | النسبة المئوية الجولة الأولى | عدد الأصوات الجولة الثانية | النسبة المئوية الجولة الثانية |
| ------------- | ------------------------- | ---------------------------- | -------------------------- | ----------------------------- |
| أحمد قراطة    | 791                       | 53.30%                       |                            |                               |
| فيصل بن رجب   | 243                       | 16.40%                       |                            |                               |
| مصطفى العوضي  | 157                       | 10.60%                       |                            |                               |
| خليل سوار     | 292                       | 19.70%                       |                            |                               |
| فوزية المحروس | منسحب                     | 0%                           |                            |                               |

| الاسم             | عدد الأصوات الجولة الأولى | النسبة المئوية الجولة الأولى | عدد الأصوات الجولة الثانية | النسبة المئوية الجولة الثانية |
| ----------------- | ------------------------- | ---------------------------- | -------------------------- | ----------------------------- |
| ابتسام هجرس       | 259                       | 39.30%                       | 366                        | 54.00%                        |
| السيد هاشم العلوي | 280                       | 42.50%                       | 312                        | 46.00%                        |
| محمد الحواج       | 120                       | 18.20%                       |                            |                               |
| رؤوف المحروس      | منسحب                     | 0%                           |                            |                               |
| علي رشدان         | منسحب                     | 0%                           |                            |                               |

| الاسم        | عدد الأصوات الجولة الأولى | النسبة المئوية الجولة الأولى | عدد الأصوات الجولة الثانية | النسبة المئوية الجولة الثانية |
| ------------ | ------------------------- | ---------------------------- | -------------------------- | ----------------------------- |
| علي شمطوط    | 105                       | 36.30%                       | 148                        | 56.50%                        |
| عباس سراج    | 86                        | 29.80%                       | 114                        | 43.50%                        |
| خالد الزياني | 80                        | 27.70%                       |                            |                               |
| علي الزيمور  | 18                        | 6.20%                        |                            |                               |
| سعيد عباس    | منسحب                     | 0%                           |                            |                               |

| الاسم              | عدد الأصوات الجولة الأولى | النسبة المئوية الجولة الأولى | عدد الأصوات الجولة الثانية | النسبة المئوية الجولة الثانية |
| ------------------ | ------------------------- | ---------------------------- | -------------------------- | ----------------------------- |
| حسن بوخماس         | 499                       | 71.80%                       |                            |                               |
| عبد الرحيم الكوهجي | 196                       | 28.20%                       |                            |                               |

| الاسم              | عدد الأصوات الجولة الأولى | النسبة المئوية الجولة الأولى | عدد الأصوات الجولة الثانية | النسبة المئوية الجولة الثانية |
| ------------------ | ------------------------- | ---------------------------- | -------------------------- | ----------------------------- |
| عبد الحكيم الشمري  | 1121                      | 60.40%                       |                            |                               |
| رشاد عز الدين      | 66                        | 3.60%                        |                            |                               |
| إبراهيم عبد الرحيم | 236                       | 12.70%                       |                            |                               |
| كاظم السعيد        | 365                       | 19.70%                       |                            |                               |
| فضل أبل            | 69                        | 3.70%                        |                            |                               |

| الاسم              | عدد الأصوات الجولة الأولى | النسبة المئوية الجولة الأولى | عدد الأصوات الجولة الثانية | النسبة المئوية الجولة الثانية |
| ------------------ | ------------------------- | ---------------------------- | -------------------------- | ----------------------------- |
| جمال صالح          | 390                       | 49.10%                       | 430                        | 69.40%                        |
| كاظم العويناتي     | 150                       | 18.90%                       | 190                        | 30.60%                        |
| كوكب التاجر        | 74                        | 9.30%                        |                            |                               |
| حميد البلوشي       | 48                        | 6.00%                        |                            |                               |
| عبد الإله بردستاني | 133                       | 16.70%                       |                            |                               |
| عيسى عبد الرضا     | منسحب                     | 0%                           |                            |                               |
| محمد خليل          | منسحب                     | 0%                           |                            |                               |
| نورة محمد          | منسحب                     | 0%                           |                            |                               |

### محافظة المحرق
| الاسم       | عدد الأصوات الجولة الأولى | النسبة المئوية الجولة الأولى | عدد الأصوات الجولة الثانية | النسبة المئوية الجولة الثانية |
| ----------- | ------------------------- | ---------------------------- | -------------------------- | ----------------------------- |
| عباس الماضي | تزكية                     | 100%                         |                            |                               |
| محمود غانم  | منسحب                     | 0%                           |                            |                               |
| محمد الفرج  | منسحب                     | 0%                           |                            |                               |
| محسن سرحان  | منسحب                     | 0%                           |                            |                               |

### المحافظة الشمالية
| الاسم                 | عدد الأصوات الجولة الأولى | النسبة المئوية الجولة الأولى | عدد الأصوات الجولة الثانية | النسبة المئوية الجولة الثانية |
| --------------------- | ------------------------- | ---------------------------- | -------------------------- | ----------------------------- |
| علي حسن               | 638                       | 42.70%                       | 831                        | 65.30%                        |
| علي الحداد            | 396                       | 26.50%                       | 442                        | 34.70%                        |
| فيصل مسباح            | 139                       | 9.30%                        |                            |                               |
| خليل إبراهيم          | 97                        | 6.50%                        |                            |                               |
| عبد الحميد عبد الرحمن | 223                       | 14.90%                       |                            |                               |

| الاسم              | عدد الأصوات الجولة الأولى | النسبة المئوية الجولة الأولى | عدد الأصوات الجولة الثانية | النسبة المئوية الجولة الثانية |
| ------------------ | ------------------------- | ---------------------------- | -------------------------- | ----------------------------- |
| سوسن تقوي          | تزكية                     | 100%                         |                            |                               |
| أحمد سالم          | منسحب                     | 0%                           |                            |                               |
| نبيل اللبابيدي     | منسحب                     | 0%                           |                            |                               |
| يوسف الجناحي       | منسحب                     | 0%                           |                            |                               |
| عبد السلام المناعي | منسحب                     | 0%                           |                            |                               |

| الاسم        | عدد الأصوات الجولة الأولى | النسبة المئوية الجولة الأولى | عدد الأصوات الجولة الثانية | النسبة المئوية الجولة الثانية |
| ------------ | ------------------------- | ---------------------------- | -------------------------- | ----------------------------- |
| علي الدرازي  | تزكية                     | 100%                         |                            |                               |
| تقي الزيرة   | منسحب                     | 0%                           |                            |                               |
| محمد الدرازي | منسحب                     | 0%                           |                            |                               |

| الاسم             | عدد الأصوات الجولة الأولى | النسبة المئوية الجولة الأولى | عدد الأصوات الجولة الثانية | النسبة المئوية الجولة الثانية |
| ----------------- | ------------------------- | ---------------------------- | -------------------------- | ----------------------------- |
| سلمان الشيخ       | 460                       | 53.40%                       |                            |                               |
| عبد الجليل العالي | 402                       | 46.60%                       |                            |                               |

| الاسم                 | عدد الأصوات الجولة الأولى | النسبة المئوية الجولة الأولى | عدد الأصوات الجولة الثانية | النسبة المئوية الجولة الثانية |
| --------------------- | ------------------------- | ---------------------------- | -------------------------- | ----------------------------- |
| خالد المالود          | 1785                      | 45.20%                       | 2018                       | 57.10%                        |
| عبد الحميد عبد الحسين | 1235                      | 31.30%                       | 1519                       | 42.90%                        |
| خالد قمبر             | 234                       | 5.90%                        |                            |                               |
| عبد الحميد عبد الغفار | 369                       | 9.40%                        |                            |                               |
| سامي محمد             | 37                        | 0.90%                        |                            |                               |
| عبد الله عضيب         | 41                        | 1.00%                        |                            |                               |
| حنان الكواري          | 245                       | 6.20%                        |                            |                               |

| الاسم            | عدد الأصوات الجولة الأولى | النسبة المئوية الجولة الأولى | عدد الأصوات الجولة الثانية | النسبة المئوية الجولة الثانية |
| ---------------- | ------------------------- | ---------------------------- | -------------------------- | ----------------------------- |
| محمد بوقيس       | 2340                      | 41.60%                       | 2999                       | 55.30%                        |
| سيما اللنجاوي    | 2092                      | 37.20%                       | 2424                       | 44.70%                        |
| حمد النعيمي      | 994                       | 17.70%                       |                            |                               |
| عبد الواحد فردان | 198                       | 3.50%                        |                            |                               |
| ناصر سلمان       | منسحب                     | 0%                           |                            |                               |
| محمد بوحمود      | منسحب                     | 0%                           |                            |                               |

| الاسم          | عدد الأصوات الجولة الأولى | النسبة المئوية الجولة الأولى | عدد الأصوات الجولة الثانية | النسبة المئوية الجولة الثانية |
| -------------- | ------------------------- | ---------------------------- | -------------------------- | ----------------------------- |
| خالد عبد العال | 335                       | 51.20%                       |                            |                               |
| علي فردان      | 319                       | 48.80%                       |                            |                               |
| جاسم محمد      | منسحب                     | 0%                           |                            |                               |

### المحافظة الوسطى
| الاسم          | عدد الأصوات الجولة الأولى | النسبة المئوية الجولة الأولى | عدد الأصوات الجولة الثانية | النسبة المئوية الجولة الثانية |
| -------------- | ------------------------- | ---------------------------- | -------------------------- | ----------------------------- |
| سمية الجودر    | 1125                      | 26.40%                       | 1725                       | 51.00%                        |
| أسامة الخاجة   | 1810                      | 42.40%                       | 1660                       | 49.00%                        |
| حسين العويناتي | 1035                      | 24.20%                       |                            |                               |
| محمد الشملان   | 299                       | 7.00%                        |                            |                               |

| الاسم            | عدد الأصوات الجولة الأولى | النسبة المئوية الجولة الأولى | عدد الأصوات الجولة الثانية | النسبة المئوية الجولة الثانية |
| ---------------- | ------------------------- | ---------------------------- | -------------------------- | ----------------------------- |
| أحمد الساعاتي    | 599                       | 41.60%                       | 595                        | 57.40%                        |
| سميح بن رجب      | 309                       | 21.50%                       | 441                        | 42.60%                        |
| محي الدين بهلول  | 142                       | 9.90%                        |                            |                               |
| جمال بوشقر       | 275                       | 19.10%                       |                            |                               |
| عبد الجليل سلمان | 114                       | 7.90%                        |                            |                               |

| الاسم           | عدد الأصوات الجولة الأولى | النسبة المئوية الجولة الأولى | عدد الأصوات الجولة الثانية | النسبة المئوية الجولة الثانية |
| --------------- | ------------------------- | ---------------------------- | -------------------------- | ----------------------------- |
| أسامة التميمي   | 481                       | 46.60%                       | 443                        | 51.50%                        |
| إبراهيم العصفور | 301                       | 29.20%                       | 417                        | 48.50%                        |
| خميس علي        | 250                       | 24.20%                       |                            |                               |
| لطيفة عيسى      | 275                       | 19.10%                       |                            |                               |
| بدر أحمد        | 114                       | 7.90%                        |                            |                               |

| الاسم         | عدد الأصوات الجولة الأولى | النسبة المئوية الجولة الأولى | عدد الأصوات الجولة الثانية | النسبة المئوية الجولة الثانية |
| ------------- | ------------------------- | ---------------------------- | -------------------------- | ----------------------------- |
| جواد عبد الله | تزكية                     | 100%                         |                            |                               |
| محمد آل عباس  | منسحب                     | 0%                           |                            |                               |